# زاهایی (ناحیه چسکه بودیوویتسه)
زاهایی (به چکی: Zahájí) یک منطقهٔ مسکونی در جمهوری چک است که در شهرستان چسکه بودیوویتسه واقع شده‌است. زاهایی ۳۹۶ نفر جمعیت دارد.